# Aphytis sankarani
Aphytis sankarani är en stekelart som beskrevs av Rosen och Debach 1986. Aphytis sankarani ingår i släktet Aphytis och familjen växtlussteklar. Inga underarter finns listade i Catalogue of Life.